# Ну, погоди! (выпуск 6)
Ну, погоди! (выпуск 6) — шестой мультипликационный фильм из серии «Ну, погоди!».

## Сюжет
На лугу Волк пугается пчелиного жужжания, перешедшего в гул самолёта.
Заяц-парашютист прыгает с самолёта, в то время как Волк прыгает без ничего.
Волк попадает в курятник, откуда его прогоняет петух.
В деревне Волк пытается поймать Зайца, но попадает в смешные ситуации: несколько раз падает в колодец; едет на комбайне, упаковывая в проволочные брикеты рожь, капусту, кур, гусей и в итоге себя; дёргает удочку, зацепившуюся крючком за штаны, и теряет их.
Волк в лохмотьях огородного пугала гонится за Зайцем в поезде, однако в итоге выбивает дверь последнего вагона и падает на железнодорожный путь.

## Создатели
| Авторы сценария           | Феликс Камов, Александр Курляндский, Аркадий Хайт |
| Режиссёр                  | Вячеслав Котёночкин                               |
| Художник-постановщик      | Светозар Русаков                                  |
| Оператор                  | Елена Петрова                                     |
| Звукооператор             | Георгий Мартынюк                                  |
| Музыкальное оформление    | Инна Липскерова                                   |
| Ассистент режиссёра       | Елена Туранова                                    |
| Монтажёр                  | Татьяна Сазонова                                  |
| Художники-мультипликаторы | Виктор Арсентьев, Олег Комаров, Фёдор Елдинов     |
| Роли озвучивали           | Анатолий Папанов — Волк, Клара Румянова — Заяц    |
| Редактор                  | Аркадий Снесарев                                  |
| Директор картины          | Фёдор Иванов                                      |

## Музыка
- «Степь да степь кругом» (Сергей Садовский);
- Инструментальный ансамбль п/у Эрвина Ереба и вокальный ансамбль "Модош" — Гримаса (Эрвин Ереб);
- Детский хор Азербайджанского Радио — Джуджелерим (Мои цыплята) (муз. Г. Гусейнли, сл. Т. Муталимова);
- Григорий Нерославский (ложки, береста, малая гармоника), Юрий Чивильгин (ложки, береста, малая гармоника), Всеволод Беляевский (гусли, жалейка), Евгений Кузнецов (баян) — «Сибирские ложкари» (русск. нар. муз., авт. обр. Е. Кузнецов и В. Беляевский);
- Вокально-инструментальный ансамбль «Песняры». Руководитель Владимир Мулявин — «Косил Ясь конюшину» (нар.) (на белорусском языке) (обработка В. Мулявина);
- Анс. электромузыкальных инстр. Дирижёр В. Мещерин — «На колхозной птицеферме» (музыкальная шутка на темы эстонских мелодий)[1][2];
- Инструментальный ансамбль «Балалайка». Руководитель Виктор Купревич — «Сельский наигрыш» (Аркадий Мелитонян);
- «Танец с саблями» из балета «Гаянэ» (Арам Хачатурян).

В эпизоде с титрами звучит неизменная музыкальная композиция «Водные лыжи» Тамаша Деака в исполнении вокального ансамбля «Гармония» и инструментального ансамбля «Деак».